# Alexander Rier
Alexander Rier (né en 1985 à Castelrotto) est un chanteur italien.

## Biographie
Alexander Rier est le fils de Norbert Rier, le chanteur de Kastelruther Spatzen. Alexander Rier grandit à Castelrotto avec ses parents, ses trois frères et sœurs et ses grands-parents dans le haras de Haflinger. Il va au lycée agricole, où il obtient l'abitur. Il travaille ensuite comme moniteur de ski, dans une entreprise de peinture et dans la ferme de ses parents. De plus, il pratique l'équitation.
Il se fait connaître comme chanteur en 2010 avec son premier single Bitte küss mich nicht, composé et produit par Alfons Weindorf, qu'il présente au Sommerfest der Volksmusik. Ariola lui fait signer un contrat. Son premier album Ich wart auf dich sort la même année et atteint la 48e place du classement autrichien. Il fait une tournée à l'automne 2010 avec Semino Rossi. Au printemps 2011 suit une tournée à travers six pays avec Florian Silbereisen, Karel Gott et Michael Hirte.
Le deuxième album Zwischen dir und mir sort en 2012 ; il comprend un duo avec son père. Suit un album de Noël, Dann ist Weihnacht, avec un autre duo avec son père et deux chansons avec ses frères et sœurs Marion, Anna et Andreas.
Le 6 novembre 2020 sort la compilation Liebe (wird immer das Größte sein) – Das Beste à l'occasion des dix années de carrière. C'est le premier disque à être dans le classement allemand, à la 13e place le 13 novembre 2020.

## Discographie
Albums
- 2010 : Ich wart auf dich (Ariola/Sony Music)
- 2012 : Zwischen dir und mir (Ariola/Sony Music)
- 2012 : Dann ist Weihnacht (Ariola/Sony Music)
- 2014 : Liebe ist mehr… (Ariola/Sony Music)
- 2015 : Jetzt (Ariola/Sony Music)
- 2017 : Träum mit mir (Ariola/Sony Music)

Compilation
- 2020 : Liebe wird immer das Größte sein – Das Beste (Ariola/Sony Music)